# Wyspy Dziewicze Stanów Zjednoczonych na Letnich Igrzyskach Paraolimpijskich 2012
Wyspy Dziewicze Stanów Zjednoczonych na Letnich Igrzyskach Paraolimpijskich 2012 w Londynie reprezentował 1 zawodnik.
Dla reprezentacji Wysp Dziewiczych Stanów Zjednoczonych był debiut w igrzyskach paraolimpijskich.

## Kadra

### Jeździectwo
Kobiety
| Zawodnik    | Koń      | Konkurencja                             | Wynik  | Wynik |
| Zawodnik    | Koń      | Konkurencja                             | Pkt.   | Poz.  |
| ----------- | -------- | --------------------------------------- | ------ | ----- |
| Lee Frawley | Rhapsody | Test mistrzowski klasa IV indywidualnie | 60.097 | 14.   |
| Lee Frawley | Rhapsody | Test dowolny klasa IV indywidualnie     | 63.750 | 14.   |